# 明石家笑業修学旅行
『明石家笑業修学旅行』（あかしやしょうぎょうしゅうがくりょこう）は、フジテレビ系列で2019年11月23日に『土曜プレミアム』枠で放送された旅バラエティ番組。明石家さんまの冠番組。

## 概要
明石家さんまを「明石家笑業高校」の“向上先生”、男性芸人25名を生徒にした修学旅行という設定のもと、さんまから厳しい笑いの要求をされた生徒たちがボケ続けることでお笑いスキルを向上させるバラエティ番組。

## 出演者
向上先生
- 明石家さんま

校長先生
- 岩井ジョニ男

教育実習
- 久代萌美（フジテレビアナウンサー）

生徒
- 今田耕司
- 堀内健（ネプチューン）
- ずん
- 中川家
- 陣内智則
- クロちゃん（安田大サーカス）
- ナダル（コロコロチキチキペッパーズ）
- 小峠英二（バイきんぐ）
- ハリウッドザコシショウ
- くっきー!（野性爆弾）
- 河本準一（次長課長）
- プラス・マイナス
- ダイアン
- アインシュタイン
- ミキ
- アキナ
- 村上ショージ
- ジミー大西

## 放送日一覧
| 回数  | 放送日                   | 放送時間（JST） | 放送タイトル                         | ロケ地 | 備考                                           |
| ----- | ------------------------ | --------------- | ------------------------------------ | ------ | ---------------------------------------------- |
| 第1回 | 2019年11月23日（土曜日） | 21:00 - 23:40   | 明石家笑業修学旅行～お笑い向上の旅～ | 京都   | 『土曜プレミアム』枠で放送。向上委員会は休止。 |

## 内容
初日
2日目
2019年話題の人物に扮装した。
- ミキ 有村姉妹
- クロちゃん マーキュリー
- 今田耕司 村西とおる監督
- 堀内健 蒼井優
- ザコシショウ ナダル
- ずん 新札の肖像画

## スタッフ
- ナレーター：八木亜希子、鈴木芳彦
- 構成：松井洋介、福原フトシ、金森直哉
- TP：高瀬義美
- CAM：秋山勇人
- VE：高橋正直
- AUD：浮所哲也
- 照明：安藤雄郎、川田敦史
- 編集：井上真一
- イラスト制作：岡野江里子
- MA：吉田肇
- 美術制作：三竹寛典
- 美術進行：林勇
- 装飾：門間誠
- 持道具：土屋洋子
- 衣裳：宮澤愛
- メイク：太田愛
- カツラ：寒群千恵
- 技術協力：ニユーテレス、fmt、ENO.STUDIO、casinodrive
- ロケ協力：JR東海、明星観光バス株式会社、祇園甲部歌舞練場
- 撮影協力：三慶サービス、オフィスランサック、関西ロケーションサービス
- 広報：根本智史
- TK：槇加奈子
- AD：土田幸江、阿出川聡、鈴木千菜実、山本真由、小野鈴果
- デスク：波多野有香
- FD：伊東温佳
- 制作進行：吉井美月
- AP：藤本大介
- ディレクター：鈴木善貴、井上光紀、楠田健太、勝部美帆、中陳陽太、杉野幹典
- プロデューサー：田中美咲、藤本大介、今野恒、児玉芳郎、林田直子、長江康裕（吉本興業）
- ゼネラルプロデューサー：渡邊俊介
- 演出：渡辺琢
- チーフプロデューサー：大江菊臣
- 制作統括：中嶋優一
- 制作協力：吉本興業、TVBOX
- 制作：フジテレビ 編成局制作センター 第二制作室
- 制作著作：フジテレビ

## 関連番組
- さんまのお笑い向上委員会